# Amage arieticornuta
Amage arieticornuta är en ringmaskart som beskrevs av Moore 1923. Amage arieticornuta ingår i släktet Amage och familjen Ampharetidae. Inga underarter finns listade i Catalogue of Life.